# Liste der französischen Botschafter in Belgien
Die Liste der französischen Botschafter in Belgien listet alle Botschafter der französischen Republik in Belgien in der Zeit von 1835 bis heute (2011). Aktuell befindet sich die Botschaft in der Rue Ducale in Brüssel, gegenüber dem flämischen Parlament. Die Residenz des Botschafters sowie das französische Generalkonsulat finden sich auf der anderen Seite des Botschaftgartens am Boulevard du Regent.

## Missionschefs
| Ernennung Akkreditierung | Name                                   | ernannt von                  | akkreditiert während der Regierung von | Posten verlassen |
| ------------------------ | -------------------------------------- | ---------------------------- | -------------------------------------- | ---------------- |
| 1831                     | Augustin-Daniel Belliard               | Louis-Philippe I.            | Surlet de Chokier                      | 1832             |
| 1832                     | Comte Septime Fay de La Tour Maubourg  | Louis-Philippe I.            | Charles Rogier                         | 1836             |
| 1836                     | Louis Sérurier                         | Louis-Philippe I.            | B.-T. de Theux de Meylandt             | 1840             |
| 1840                     | Marquis de Rumigny                     | Louis-Philippe I.            | Joseph Lebeau                          | 1848             |
| 1849                     | Théodore Quinette                      | Zweite Französische Republik | Charles Rogier                         | 1852             |
| 1852                     | Charles Adrien His                     | Napoleon III.                | Henri de Brouckère                     | 1852             |
| 1852                     | Napoléon Joseph Hugues Maret           | Napoleon III.                | Henri de Brouckère                     | 1853             |
| 1853                     | Adolphe Barrot                         | Napoleon III.                | Henri de Brouckère                     | 1858             |
| 1858                     | Comte Gustave de Montessuy             | Napoleon III.                | Charles Rogier                         | 1860             |
| 1860                     | Baron de Talleyrand                    | Napoleon III.                | Charles Rogier                         | 1862             |
| 1862                     | Baron de Malaret                       | Napoleon III.                | Charles Rogier                         | 1863             |
| 1863                     | Marquis Théophile de Ferrière-le-Vayer | Napoleon III.                | Charles Rogier                         | 1864             |
| 1864                     | Comte de Comminges-Guitaut             | Napoleon III.                | Charles Rogier                         | 1868             |
| 1868                     | Arthur de La Guéronnière               | Napoleon III.                | H.-J.-W. Frère-Orban                   | 1870             |
| 1870                     | M. Tachard                             | Napoleon III.                | Jules Joseph d’Anethan                 | 1871             |
| 1871                     | Ernest Picard                          | Adolphe Thiers               | Jules Malou                            | 1873             |
| 1873                     | Baron Georges Napoléon Baude           | Patrice de Mac-Mahon         | Jules Malou                            | 1876             |
| 1876                     | Joseph de Cadoine de Gabriac           | Patrice de Mac-Mahon         | Jules Malou                            | 1878             |
| 1878                     | Comte Tanneguy Duchâtel                | Patrice de Mac-Mahon         | H.-J.-W. Frère-Orban                   | 1880             |
| 1880                     | Albert Decrais                         | Jules Grévy                  | H.-J.-W. Frère-Orban                   | 1882             |
| 1882                     | Gustave Oliver Lannes de Montebello    | Jules Grévy                  | H.-J.-W. Frère-Orban                   | 1886             |
| 1886                     | Albert Bourée                          | Jules Grévy                  | Auguste Beernaert                      | 1894             |
| 1894                     | Charles Jean Tristan de Montholon      | Marie François Sadi Carnot   | Jules de Burlet                        | 1897             |
| 1897                     | Auguste Gérard                         | Félix Faure                  | Paul de Smet de Naeyer                 | 1906             |
| 1906                     | Olivier Le Fèvre Comte d’Ormesson      | Armand Fallières             | Paul de Smet de Naeyer                 | 1909             |
| 1909                     | M. Beau                                | Armand Fallières             | Frans Schollaert                       | 1911             |
| 1911                     | Antony Wladislas Klobukowski           | Armand Fallières             | Charles de Broqueville                 | 1918             |
| 1918                     | Albert Defrance                        | Raymond Poincaré             | Gerhard Cooreman                       | 1919             |
| 1919                     | Pierre de Margerie                     | Raymond Poincaré             | Léon Delacroix                         | 1922             |
| 1922                     | Maurice Herbette                       | Alexandre Millerand          | Georges Theunis                        | 1929             |
| 1929                     | Emmanuel de Peretti de la Rocca        | Gaston Doumergue             | Henri Jaspar                           | 1931             |
| 1931                     | Charles Corbin (en)                    | Paul Doumer                  | Jules Renkin                           | 1933             |
| 1933                     | Paul Claudel                           | Albert Lebrun                | Charles de Broqueville                 | 1935             |
| 1935                     | Jules Laroche                          | Albert Lebrun                | Paul van Zeeland                       | 1937             |
| 1937                     | Paul Bargeton                          | Albert Lebrun                | Paul-Émile Janson                      | 1940             |
| 1942                     | Jean-Claude Paris                      | Philippe Pétain              | Hubert Pierlot                         | 1944             |
| 4. Okt. 1944             | Raymond Brugère                        | Charles de Gaulle            | Hubert Pierlot                         | 1947             |
| 16. Dez. 1947            | Comte Jean de Hauteclocque             | Vincent Auriol               | Paul-Henri Spaak                       | 1952             |
| 13. Mai 1952             | Jean Rivière                           | Vincent Auriol               | Jean Van Houtte                        | 1956             |
| 7. Juli 1956             | Raymond Bousquet                       | René Coty                    | Achille Van Acker                      | 1962             |
| 15. März 1962            | Francis Lacoste                        | Charles de Gaulle            | Théo Lefèvre                           | 1963             |
| 18. Nov. 1963            | Henry Spitzmuller                      | Charles de Gaulle            | Théo Lefèvre                           | 1965             |
| 29. Sep. 1965            | Comte Étienne de Crouy-Chanel          | Charles de Gaulle            | Pierre Harmel                          | 1970             |
| 6. Apr. 1970             | Baron Gontran Begougne de Juniac       | Georges Pompidou             | Gaston Eyskens                         | 1973             |
| 25. Juli 1973            | Francis Huré                           | Georges Pompidou             | Edmond Leburton                        | 1980             |
| 19. Feb. 1980            | Roger Vaurs                            | Valéry Giscard d’Estaing     | Wilfried Martens                       | 1983             |
| 25. Feb. 1983            | Jacques Thibau                         | François Mitterrand          | Wilfried Martens                       | 1986             |
| 11. März 1986            | Jean Audibert                          | François Mitterrand          | Wilfried Martens                       | 1986             |
| 12. Nov. 1986            | Jacques Lecompt                        | François Mitterrand          | Wilfried Martens                       | 1988             |
| 7. Apr. 1988             | Comte Xavier Marie du Cauzé de Nazelle | François Mitterrand          | Wilfried Martens                       | 1991             |
| 9. Okt. 1991             | Alain Marie Pierret                    | François Mitterrand          | Wilfried Martens                       | 1993             |
| 15. Sep. 1993            | Jacques Bernière                       | François Mitterrand          | Jean-Luc Dehaene                       | 1998             |
| 17. Dez. 1997            | Jacques Rummelhardt                    | Jacques Chirac               | Jean-Luc Dehaene                       | 2002             |
| 22. Jan. 2003            | Joëlle Bourgois                        | Jacques Chirac               | Guy Verhofstadt                        | 2007             |
| 18. Juni 2007            | Dominique Boché                        | Nicolas Sarkozy              | Guy Verhofstadt                        | 2009             |
| 24. Sep. 2009            | Michèle Boccoz                         | Nicolas Sarkozy              | Herman Van Rompuy                      | 2012             |
| 17. Okt. 2012            | Bernard Valero                         | François Hollande            | Elio Di Rupo                           | 30. Sep. 2015    |
| 1. Okt. 2015             | Claude-France Arnould                  | François Hollande            | Charles Michel                         | 22. Juli 2019    |
| 25. Sep. 2019            | Hélène Farnaud-Defromont               | Emmanuel Macron              | Charles Michel                         |                  |